# Midden-Drenthe
Midden-Drenthe (anhörenⓘ), bis 2000 Middenveld genannt, ist eine 1998 entstandene Gemeinde in der Provinz Drenthe im Nordosten der Niederlande. Sie hat 34.021 Einwohner (Stand 1. Januar 2025) und eine Fläche von 346 km².

## Ortsgliederung
Der Ort umfasst insgesamt 29 Ortsteile. Der Sitz der Gemeindeverwaltung befindet sich in Beilen.
Ortsteile mit ihrer Einwohnerzahl:
| Beilen         | 11.665 |
| Westerbork     | 4.755  |
| Smilde         | 4.575  |
| Bovensmilde    | 3.375  |
| Hoogersmilde   | 1.715  |
| Hooghalen      | 1.420  |
| Wijster        | 1.095  |
| Nieuw-Balinge  | 960    |
| Hijken         | 950    |
| Witteveen      | 600    |
| Drijber        | 485    |
| Zwiggelte      | 470    |
| Elp            | 380    |
| Spier          | 375    |
| Orvelte        | 230    |
| Lieving/Makkum | 215    |
| Mantinge       | 180    |
| Holthe         | 130    |
| Laaghalen      | 120    |
| Garminge       | 115    |
| Oranje         | 110    |
| Balinge        | 90     |
| Brunsting      | 90     |
| Zuidveld       | 70     |
| Eursinge       | 60     |

Weitere, nicht offizielle Ortsteile unter 40 Einwohner sind:
- Bruntinge
- Hijkersmilde
- Laaghalerveen

## Politik

### Gemeinderat
Der Gemeinderat wird seit der Gemeindegründung folgendermaßen gebildet:
| Gemeentebelangen a                          | –  | 2  | 1  | 1  | 2  | 3  | 5  |
| BBBondgenoot                                | –  | –  | –  | –  | –  | –  | 5  |
| Gemeentebelangen Smilde-Beilen-Westerbork b | –  | 3  | 1  | 2  | 2  | 3  | 5  |
| PvdA                                        | 7  | 7  | 9  | 7  | 6  | 4  | 4  |
| CDA                                         | 6  | 6  | 5  | 5  | 4  | 4  | 3  |
| VVD                                         | 3  | 3  | 4  | 4  | 3  | 4  | 3  |
| GroenLinks                                  | 1  | 1  | 1  | 2  | 1  | 1  | 1  |
| ChristenUnie                                | –  | 0  | 1  | 1  | 2  | 2  | 1  |
| D66                                         | 1  | 1  | 0  | 1  | 3  | 2  | 1  |
| Red het Noorden                             | –  | –  | –  | –  | 0  | –  | –  |
| SP                                          | –  | –  | 1  | –  | –  | –  | –  |
| Gemeentebelangen Westerbork a               | 2  | –  | –  | –  | –  | –  | –  |
| Groepering Gemeentebelangen Smilde b        | 2  | –  | –  | –  | –  | –  | –  |
| Dorpsbelangen b                             | 1  | –  | –  | –  | –  | –  | –  |
| RPF                                         | 0  | –  | –  | –  | –  | –  | –  |
| GPV                                         | 0  | –  | –  | –  | –  | –  | –  |
| Gesamt                                      | 23 | 23 | 23 | 23 | 23 | 23 | 23 |

Anmerkungen

### Bürgermeister und Beigeordnete
Die Koalition besteht in der Legislaturperiode 2018–2022 aus den Parteien CDA, Gemeentebelangen, PvdA und VVD. Diese stellen im Kollegium jeweils einen Beigeordneten. Folgende Personen gehören zum Kollegium:
| Funktion           | Name            | Partei           | Anmerkung                         |
| ------------------ | --------------- | ---------------- | --------------------------------- |
| Bürgermeister      | Jan Zwiers      | VVD              | seit dem 5. September 2023 im Amt |
| Beigeordnete       | Dennis Bouwman  | PvdA             | –                                 |
| Beigeordnete       | Anique Snijders | VVD              | –                                 |
| Beigeordnete       | Erjen Derks     | Gemeentebelangen | –                                 |
| Beigeordnete       | Jan Schipper    | CDA              | –                                 |
| Gemeindesekretärin | Aline Pruntel   | –                | seit Januar 2014 im Amt           |

## Wirtschaft

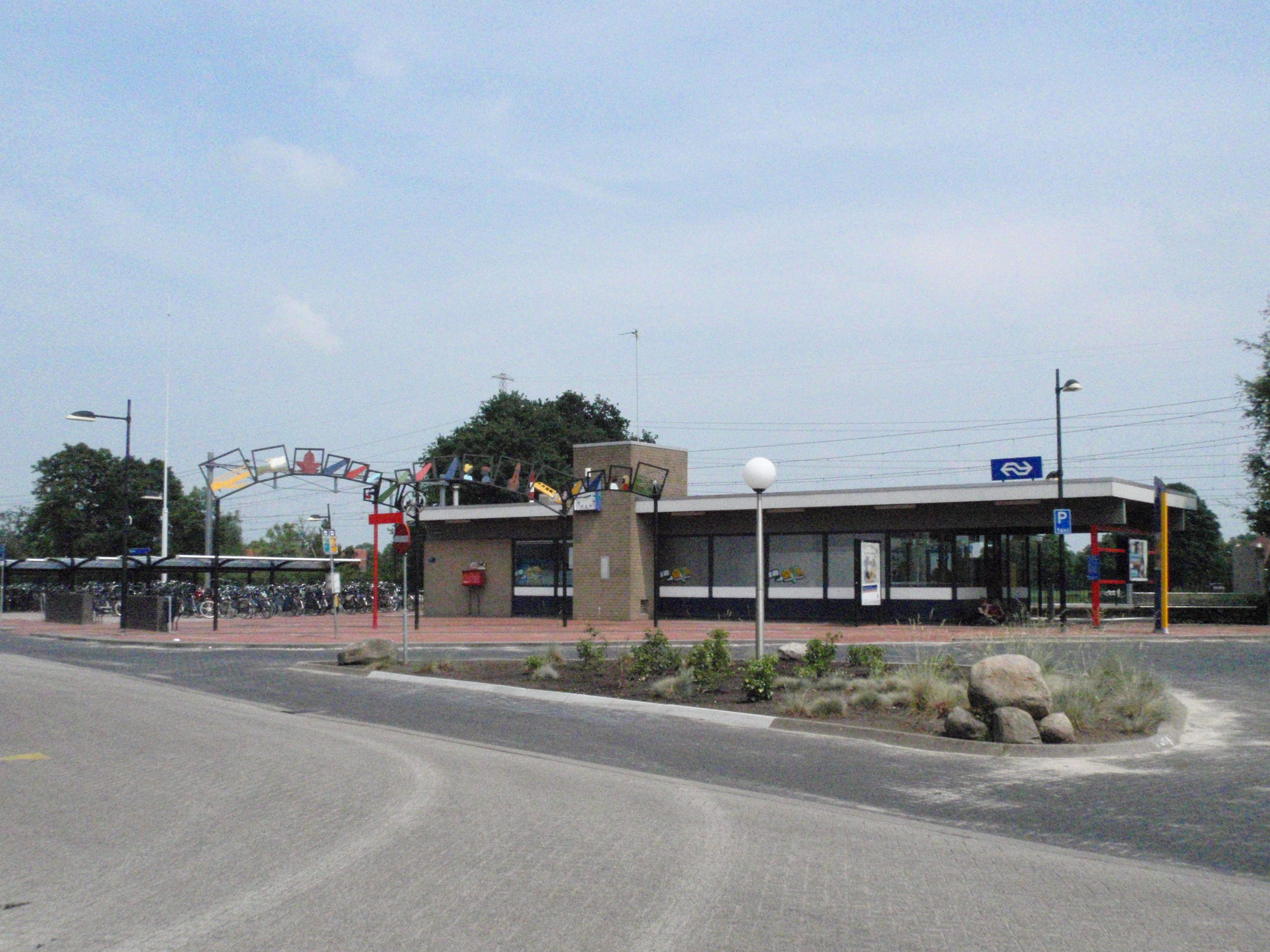
Bahnhof Beilen

### Verkehr
Die Autobahn A28 verläuft zwischen der nördlichen Nachbarstadt Assen und Hoogeveen. Vom Bahnhof Beilen bestehen je zweimal stündlich Sprinter-Verbindungen nach Zwolle und Groningen. In der Gemeinde verkehren mehrere Buslinien.

### Industrie und Forschung
- In Beilen steht eine Fabrik von Milchprodukten (DOMO), die eine der wichtigsten der Niederlande ist.
- In Wijster steht die VAM (Vuil Afvoer Maatschappij = Müllentsorgungsgesellschaft). Diese riesige Anlage verarbeitet Garten- und Küchenabfälle aus den ganzen Niederlanden zu Gartenkompost. Der VAM-Berg, die zugehörige Deponie, hat sich zu einer Hochburg des Radsports in der Region entwickelt.
- Südöstlich von Dwingeloo, an der Grenze zur Gemeinde de Wolden, steht das Radioteleskop Dwingeloo und östlich von Hooghalen das Westerbork Synthese-Radioteleskop (WSRT), gegründet 1970, erneuert 1996. Dieses Radiointerferometer gehört zu den bedeutendsten in ganz Europa. Es besteht aus vierzehn je 25 Meter großen verschiebbaren Parabolantennen für radioastronomische Untersuchungen. Von diesen Antennen sind zehn festmontiert, während zwei am östlichen Ende des Arrays auf Schienen bewegt werden können. 1,4 Kilometer östlich davon befindet sich ein zweites Paar beweglicher Teleskope.

### Sonstiges
Weiter sind der Tourismus und die Landwirtschaft von wirtschaftlicher Bedeutung.

## Geschichte
Wie ganz Drenthe, war das Gebiet dieser Gemeinde schon in der Mittleren Steinzeit bewohnt. Später bauten Menschen der Jungsteinzeit hier Grabhügel und Hünengräber. Ein bedeutender Depotfund der späten römischen Kaiserzeit ist der Schatz von Beilen. Im Frühmittelalter entstanden „brinkdorpen“, Angerdörfer: ringsum eine Wiese mit Teich (Tränke), der für das Vieh bestimmt war, lagen die reetgedachten Bauernhöfe und die Dorfkirche, lange Zeit das einzige Gebäude im Dorf, das aus Stein errichtet war. Dahinter lagen die Äcker, und weiter außen der Wald. Im Museumsdorf Orvelte, aber auch in Dwingeloo und Westerbork, kann man dieses malerische Dorfbild noch wiedererkennen.
Östlich von Hooghalen, nicht weit der Bahnstrecke Meppel–Groningen entstand in den 1930er Jahren das Lager Westerbork, wo die niederländische Regierung Ausländer, darunter vor dem Terror des Nationalsozialismus aus Deutschland geflohene Juden, untergebracht hat. Während der deutschen Besatzung 1940–1945 wurde hieraus das Durchgangslager Westerbork.
In Bovensmilde gab es Ende Mai 1977 eine Geiselnahme durch extremistische Molukker von Lehrern und Schülern in einer Grundschule. Die Geiselnehmer mussten ihre Opfer nach wochenlangen, erfolglosen Verhandlungen nach militärischem Eingreifen gehen lassen. Die Fernsehbilder der Kinder, die von den Geiselnehmern gezwungen wurden, zu schreien: „Van Agt [Name des damaligen Ministerpräsidenten], wir wollen leben!“ schockierten damals die ganze Welt. Von 1998 bis 2000 lautete der Gemeindename „Middenveld“.

## Sehenswürdigkeiten

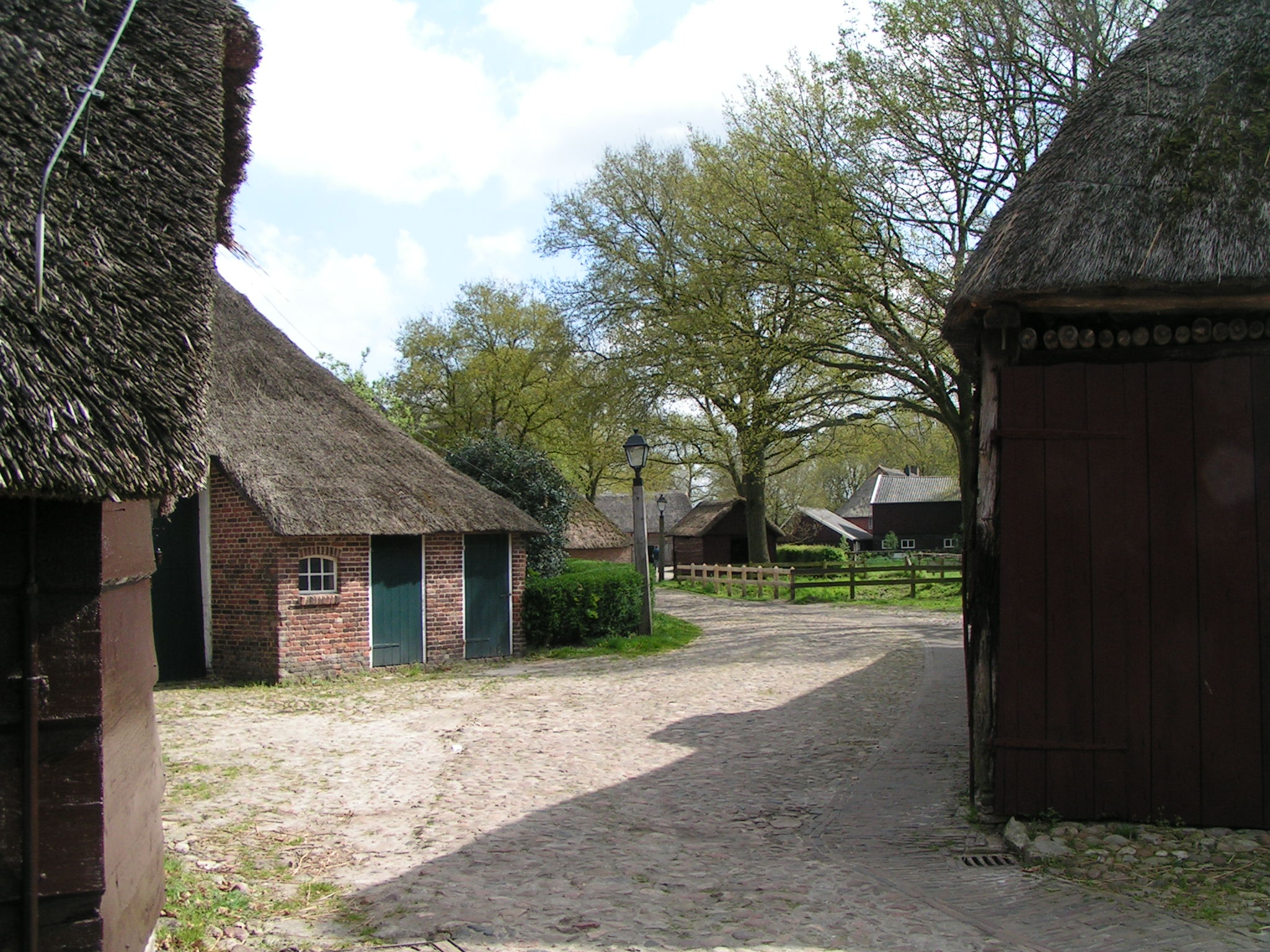
Museumsdorf Orvelte – Hauptstraße

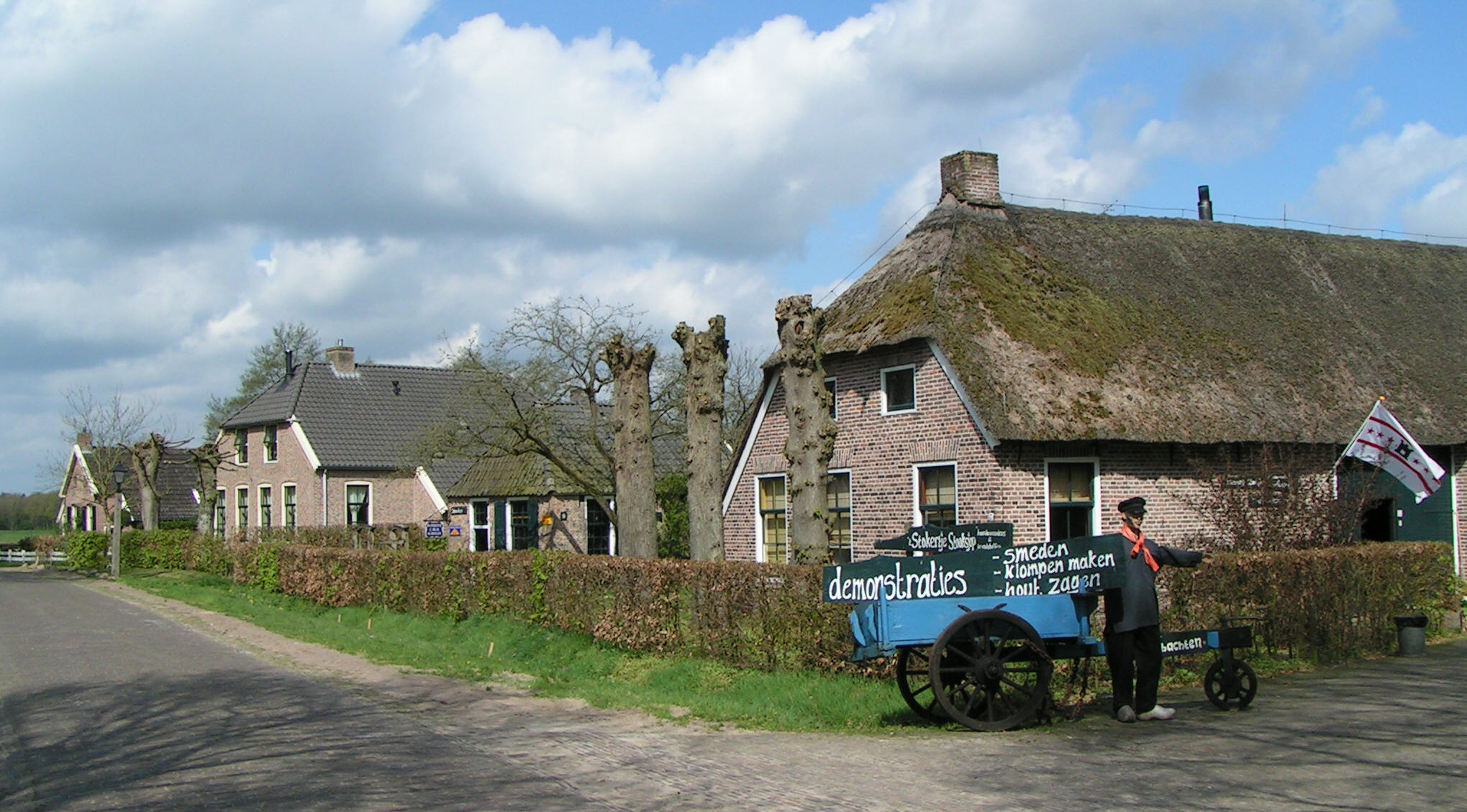
Museumsdorf Orvelte – Freilichtmuseum

- Das Freilichtmuseum (Museumsdorf) Orvelte, wo auch viele Künstler ein Atelier oder eine Galerie eingerichtet haben, und alte Handwerke vorgezeigt werden
- Die Gedenkstätte beim ehemaligen KZ Westerbork
- Das Planetron, eine Volkssternwarte im Dorf Dwingeloo
- Die malerischen Ortskerne von Dwingeloo und Westerbork
- Die vielen Wald- und Heidegebiete, u. a. bei Dwingeloo und um das ehemalige KZ und die Radiosternwarte
- In Ruinerwold gibt es eine 7 km lange Straße, entlang welcher Birnbäume stehen. Jedes Jahr Anfang Oktober gibt es ein Birnenpflücken; die Ernte wird zu gemeinnützigen Zwecken versteigert. Eine derartige Birnenallee ist einzigartig in den Niederlanden.

Die Gemeinde ist reich an Campingplätzen und Pensionen. Der örtliche Verkehrsverein stellt Wander- und Radfahrrouten zur Verfügung.

## Söhne und Töchter der Gemeinde
- Carry van Bruggen (1881–1932), Schriftstellerin
- Jacob Israël de Haan (1881–1924), Schriftsteller
- Henny van Andel-Schipper (1890–2005), Supercentenarian
- Ab Gritter (1949–2008), Fußballspieler und -trainer
- Adelinde Cornelissen (* 1979), Dressurreiterin
- Claudia ter Wal (* 1992), Handballtorfrau
- Aladji Barrie (* 1995), Fußballspieler